# Баборак, Радек
Ра́дек Ба́борак (чеш. Radek Baborák; род. 11 марта 1976, Пардубице) — чешский валторнист.

## Биография
Радек Баборак родился в музыкальной семье. Он начал заниматься на валторне в возрасте 8 лет под руководством Карела Кшенека, в дальнейшем окончил Пражскую музыкальную академию у Бедржиха Тылшара. Уже в 12 лет он выиграл конкурс «Концертино Прага», а ещё 3 года спустя стал лауреатом третьей премии на конкурсе «Пражская весна». С тех пор Радек Баборак регулярно завоевывал премии на различных престижных музыкальных конкурсах как в качестве солиста, так и в составе ансамблей, — в частности, в 1993 г. удостоен второй премии Международного конкурса исполнителей в Женеве (первая премия не была присуждена).
В возрасте 18 лет он стал солистом оркестра Чешской национальной филармонии. С 1996 по 2002 гг. работал в немецких оркестрах Мюнхенской и Бамбергской филармонии. С 2002 г. Радек Баборак — солист Берлинского филармонического оркестра.
Баборак регулярно дает сольные концерты по всему миру в сопровождении таких коллективов как Лондонский филармонический оркестр, Симфонический оркестр Баварского радио, Мюнхенский филармонический оркестр, Бамбергский симфонический оркестр, Немецкий симфонический оркестр Берлина, Оркестр Юго-Западного радио Германии, Зальцбургский Моцартеум, оркестр Санкт-Петербургской филармонии, симфонический оркестр NHK (Токио); выступает на различных фестивалях и мероприятиях Международного общества валторнистов. Кроме того, Баборак является лидером квинтета духовых инструментов «Afflatus» (c 1995 г.). Среди дирижёров, с которыми работал Баборак, — Сэйдзи Одзава, Джеймс Ливайн, Джеймс Де Прист (с которым Баборак записал концерт Рейнгольда Глиэра) и др.
Среди важнейших записей Баборака — концерты Антонио Розетти и произведения Иоганна Себастьяна Баха (в том числе транскрипции баховских сочинений для виолы да гамба).